# Karel Exner
Karel Exner (20. ledna 1878 Jaroměř – ???) byl rakouský pedagog a politik české národnosti z Čech, na počátku 20. století poslanec Říšské rady.

## Biografie
V době svého působení v parlamentu se uvádí jako ředitel pokračovací školy v Jaroměři. Vyučoval též na české menšinové škole spolku Komenský ve Vídni.
Působil také coby poslanec Říšské rady (celostátního parlamentu Předlitavska), kam usedl ve volbách do Říšské rady roku 1911, konaných podle všeobecného a rovného volebního práva. Byl zvolen za obvod Čechy 23.
V roce 1911 byl uváděn jako člen České strany národně sociální. Po volbách roku 1911 byl na Říšské radě členem poslaneckého Českého národně sociálního klubu. Byl zvolen jako tzv. dohodový kandidát (tedy předem dojednaný kandidát s podporou vícero politických stran).